# Musée maritime du Québec
Le Musée maritime du Québec – Capitaine J.E. Bernier se trouve à L’Islet, sur la rive sud du fleuve Saint-Laurent, dans la province de Québec. Situé dans la région administrative Chaudière-Appalaches, ce musée invite à explorer l'héritage maritime du Québec et à mieux saisir le rôle essentiel du fleuve dans le développement économique et culturel de la province.

## Mission
Le Musée maritime du Québec (MMQ) a pour mission de préserver, de mettre en valeur et de diffuser le riche patrimoine maritime québécois. À travers ses collections, ses expositions et ses activités éducatives, il retrace l'histoire de la navigation et de ses pionniers. Sur place, on peut découvrir trois bateaux-musées, des objets maritimes provenant d’une collection de plus de 15 000 artéfacts (cartes, livres et documents anciens) ainsi que des récits captivants dont celui du capitaine Joseph-Elzéar Bernier (1852-1934), navigateur originaire de L’Islet, à qui le Musée rend un hommage particulier.
En 1975, le Musée a été reconnu par le ministère des Affaires culturelles du Québec.
Depuis 2019, il est agréé par le ministère de la Culture et des Communications comme institution muséale qui respecte les normes internationales en matière de pratiques muséologiques, de planification, de protection et de mise en valeur du patrimoine. Enfin, le Musée conserve la plus grande collection maritime de la province.

## Localisation
Située à environ 100 km à l’est de la ville de Québec, la municipalité de L’Islet possède un riche passé maritime. De nombreux navigateurs de la marine marchande canadienne y ont résidé. Les noms de ceux disparus en mer sont inscrits sur des plaques commémoratives à l’intérieur de la chapelle des Marins, sur le chemin des Pionniers. En 1981, cet édifice religieux a été classé monument historique par le ministère des Affaires culturelles du Québec. Il a été restauré en 2024.

## À la mémoire du Capitaine Bernier
Le Musée rend un hommage particulier au Capitaine Joseph-Elzéar Bernier (1852-1934), navigateur originaire de L’Islet. Issu d’une grande famille de navigateurs, Joseph-Elzéar suit les traces de son père Thomas Bernier et de son grand-père Jean-Baptiste Bernier, tous deux capitaines. De nombreux autres membres de sa famille élargie étaient aussi marins.

Capitaine Joseph-Elzéar Bernier

Joseph-Elzéar s’est distingué par une dizaine d’expéditions menées dans l’archipel arctique. À la demande du gouvernement canadien, il patrouille dans les eaux, et annexe les îles et les territoires cédés par la Couronne britannique en 1880. Pionnier de l’affirmation de la souveraineté canadienne sur ce territoire, le capitaine Bernier contribue à donner une frontière arctique à son pays.
En 1974, le musée porte le nom de « Musée maritime Bernier». Un monument est d’ailleurs érigé en l’honneur du capitaine sur le site extérieur. Initialement installé près de la salle paroissiale de L’Islet-sur-Mer en 1962, il a été déplacé en 1973 sur le site du Musée puis restauré en 2018. Ce monument appartient à Parcs Canada.

## Expositions et activités
Nommé en l’honneur du Capitaine J.- E. Bernier, le pavillon central  demeure un lieu incontournable pour tous les personnes passionnées d’histoire maritime. On y présente plusieurs expositions thématiques, dont certaines permanentes, permettant de plonger plus profondément dans le patrimoine maritime du Québec. S’ajoutent des expositions temporaires qui dévoilent de nouvelles découvertes et perspectives. Ce pavillon occupe l’emplacement d’un ancien couvent construit en 1877, autrefois propriété des Sœurs du Bon-Pasteur, et dédié à l’enseignement aux jeunes filles.
Mettant en valeur la collection d’artéfacts, la réserve des maquettes présente 200 modèles réduits des plus grands navires ayant marqué l’histoire  maritime québécoise. Seules les visites guidées donnent accès à ces chefs-d’œuvre. La réservation est obligatoire.

Attenante au bâtiment central,  la chalouperie met en lumière l’histoire des chaloupes, des canots et des barques en bois, tout en illustrant les techniques de construction navale artisanale. L’exposition «Le temps des chaloupes », témoigne du rôle essentiel de ces embarcations dans l’histoire du fleuve Saint-Laurent et de l’ingéniosité de leurs constructeurs. Inaugurée officiellement en 2018, elle présente une vingtaine d’embarcations historiques et leurs fonctions.  L’ajout de la chalouperie en 1997 a conféré au musée un statut comparable à celui des grands musées maritimes du monde.

«Le temps des chaloupes», exposition permanente dans la chalouperie.
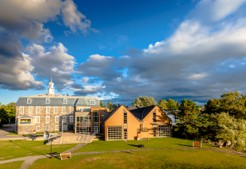
Vue arrière du Musée: l'ancien couvent et la chalouperie

## Un peu d'histoire
La région de L'Islet possède une riche tradition maritime. Dès l'époque du Régime français, de nombreux marins s'y installent. Puis en 1853, les Frères des écoles chrétiennes y établissent une école spécialisée dans l'enseignement. Dix ans plus tard, vu l'augmentation du nombre d'élèves, de nouveaux cours sont ajoutés. À partir de 1873, l'établissement commence à offrir des formations en marine et navigation, s'adaptant aux besoins particuliers des communautés maritimes de L'Islet et de Lévis. L'école sera en existence pendant plus d'une centaine d'années. Cette école participera de façon importante à la formation de plus de 200 marins, dont le célèbre capitaine Joseph-Elzéar Bernier. En 1995, on l'appellera «l'école des marins».
Au début des années 1920, un groupe de navigateurs de L'Islet fonde la première association des marins de la région. Cette organisation, nommée «Association des marins de la vallée du Saint-Laurent» en 1970 va jouer un rôle dans la préservation du patrimoine maritime. En 1968, elle concrétise en effet le projet de créer le premier musée maritime canadien à L'Islet. Depuis sa fondation, plusieurs marins se sont succédé à la présidence: le capitaine Georges-P. Caron (1966-1967), le capitaine Georges-Édouard Gaudreau (1968-1975), le capitaine Gaston Rousseau (1975-1979), le sénateur Léopold Langlois (1980-1986) et le capitaine Charles Pouliot (1986-1990). L'association désire alors marquer le fait que cette région du Québec, la vallée du sud-est du Saint-Laurent qui s'étend de Lévis à Kamouraska, a été un haut lieu de la construction navale au XIXe siècle, plus de 2 000 navires y ont été construits.
Aujourd’hui, le musée occupe l’espace d’un vieux couvent construit en 1877, autrefois propriété de la communauté des Sœurs du Bon-Pasteur. En 1970, il devient la propriété de l’Association des marins de la Côte-du-sud et prend le nom de Musée maritime de la Côte-du-Sud. En 1974, il est aménagé en Musée maritime Bernier.
Dès ses débuts, le musée a bénéficié du précieux soutien des organismes locaux et du ministère de la Culture du Québec. Grâce à l’engagement de l’Association et des citoyens de L’Islet, des centaines d’objets maritimes ont été recueillis au fil des premières années, formant ainsi le cœur de sa collection. 
| LISTE DES PRÉSIDENTS                           | LISTE DES PRÉSIDENTS | LISTE DES PRÉSIDENTS |
| Nom                                            | Début                | Fin                  |
| ---------------------------------------------- | -------------------- | -------------------- |
| Capitaine Georges-P. Caron (fondateur)         | 1966                 | 1967                 |
| Capitaine Georges-Édouard Gaudreau (fondateur) | 1968                 | 1975                 |
| Capitaine Gaston Rousseau (fondateur)          | 1975                 | 1979                 |
| Sénateur Léopold Langlois (fondateur)          | 1980                 | 1986                 |
| Capitaine Charles Pouliot (fondateur)          | 1986                 | 1990                 |
| Louis-Michel Dussault, pilote à la retraite    | 1990                 | 1994                 |
| Me Jean Grégoire                               | 1994                 | 1997                 |
| Raymond Normand                                | 1997                 | 2003                 |
| Jacques Lacasse                                | 2003                 | 2004                 |
| Pilote Réginald Caron                          | 2004                 | 2011                 |
| Simon Pierre Paré                              | 2011                 | 2015                 |
| Jean Parent                                    | 2015                 | 2019                 |
| Simon Mercier, pilote                          | 2019                 | 2024                 |
| Marc Girouard                                  | 2024                 | 2025                 |

### Haut lieu de construction navale
S’étendant de Lévis à Kamouraska, la vallée du sud-est du Saint-Laurent, a été un lieu de prédilection pour la construction navale au 19e siècle. On y a fabriqué plus de 2 000 navires. 
Cette région a joué un rôle crucial dans l’industrie maritime du Québec, notamment grâce à des localités comme L’Islet, Cap-Saint-Ignace et Saint-Jean-Port-Joli. La construction de chaloupes, goélettes, sloops et autres navires était essentielle pour le commerce et le transport sur le fleuve Saint-Laurent avant l’arrivée du chemin de fer et des routes. 

## Le nouveau parc fluvial
À l’extérieur, dans le nouveau parc fluvial inauguré en juin 2022, des sentiers pédestres aménagés invitent à explorer divers thèmes maritimes. Neuf stations d’interprétation, dont cinq équipées de codes QR et de la technologie NFC, offrent une expérience interactive.
On y trouve également les trois bateaux-musées:  

### Brise-glaceErnest Lapointe

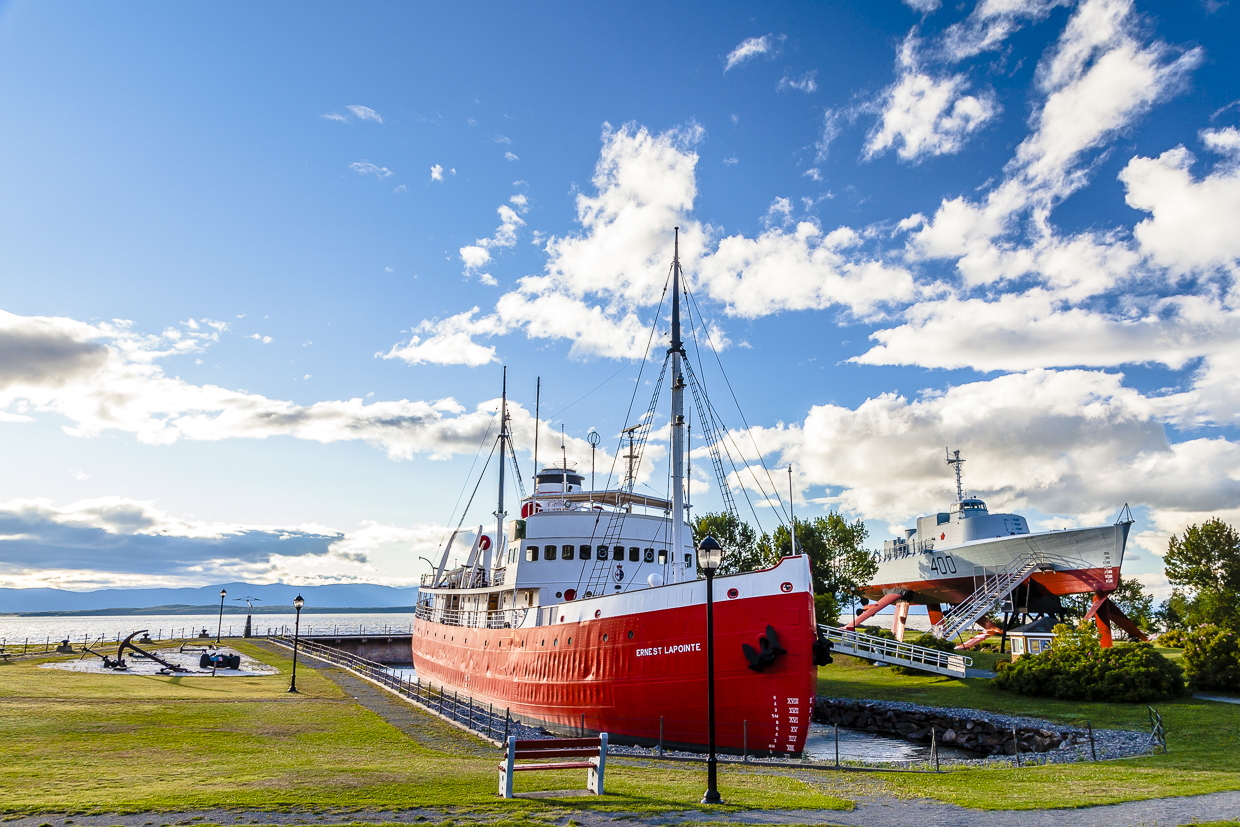
Le brise-glace NGCC Ernest Lapointe de type vapeur

Le brise-glace NGCC Ernest Lapointe de type vapeur a servi à ouvrir les voies maritimes dans le Saint-Laurent. Il s’agit du premier brise-glace construit par le chantier maritime Davie Shipbuilding and Repairing Co. à Lauzon. Le navire est lancé le 5 février 1941, soit un an plus tard que prévu en raison de la guerre. En effet, le navire qui transportait les moteurs fut coulé lors de son voyage vers le Canada. Le brise-glace est commandé par le capitaine Robert Marchand jusqu’en 1967.
En 1942, durant la Deuxième Guerre mondiale, le brise-glace Ernest Lapointe passe cinq mois à la base aérienne de Goose Bay, au Labrador. Sa mission: assurer la liaison entre la terre ferme et les navires de guerre ancrés au large pour permettre le transport des soldats vers le front. Le Ernest Lapointe retourne à Goose Bay en 1944 et de nouveau en 1945. En plus de transporter des troupes en 1944, il intègre un convoi de la Marine royale canadienne. Après la fin de la guerre, il est alors réaffecté sur le fleuve Saint-Laurent où il effectue des opérations de déglaçage du chenal entre Trois-Rivières et Montréal. 
En 1947, le navire réalise un impressionnant voyage de 2675 kilomètres à travers les glaces du fleuve. En 1955, il escorte le cargo North Voyageur, chargé de ravitailler les villages de la Basse-Côte-Nord, lors d’une expédition de 3078 kilomètres qui s’étale sur 21 jours. La même année, à la suite du naufrage du Lady Gray, coulé près de Québec après une collision avec le traversier Cité de Lévis, il devient le navire officiel du gouvernement canadien. 
En 1958, le Ernest Lapointe se révèle le premier navire canadien à mouiller au Groenland où il conduit une délégation d’Inuit canadiens et de représentants des Affaires nordiques. 
Au cours de l’hiver 1958-1959, il aide à libérer une soixantaine de navires emprisonnés par des glaces hâtives entre Montréal et Québec. Le brise-glace Ernest Lapointe est retiré du service en 1978. Le 3 mai 1980, il est conduit à L’Islet-sur-Mer pour être conservé en cale sèche au Musée maritime du Québec , l’un des premiers organismes culturels à s’engager dans la préservation d’un navire en acier. 

### Le NCSMBras d'Or 400

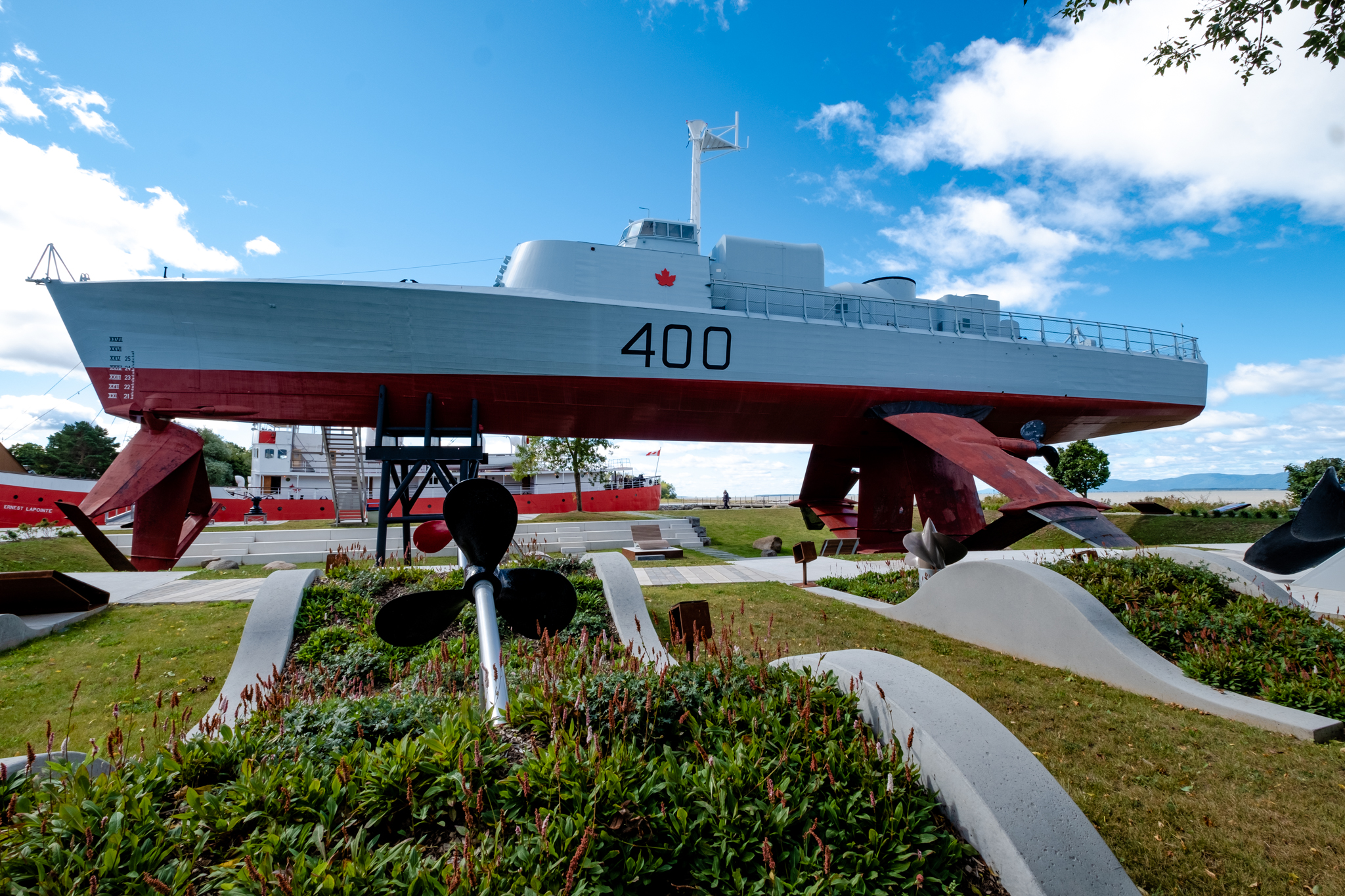
Le NCSM Bras d'Or 400.

L’hydroptère Bras d’Or 400, un prototype expérimental conçu par la marine canadienne.
Il doit son nom au lac Bras d'Or, situé sur l'île du Cap-Breton en Nouvelle-Écosse, où l'inventeur Alexander Graham Bell a effectué des expériences sur des hydroptères au début du 20e siècle. 
Cet hydroptère a servi dans les forces de 1968 à 1971. Lors des essais en mer, il a dépassé les 63 nœuds (117 km/h) en mode hydroptère, devenant ainsi le navire de guerre de plus de 100 tonnes le plus rapide du monde.
Les coûts d'exploitation élevés du navire, les nombreux ajustements nécessaires et les avancées de l’aviation dans la détection des sous-marins feront en sorte que le projet sera abandonné en 1971. 

### LeJ.E. Bernier II

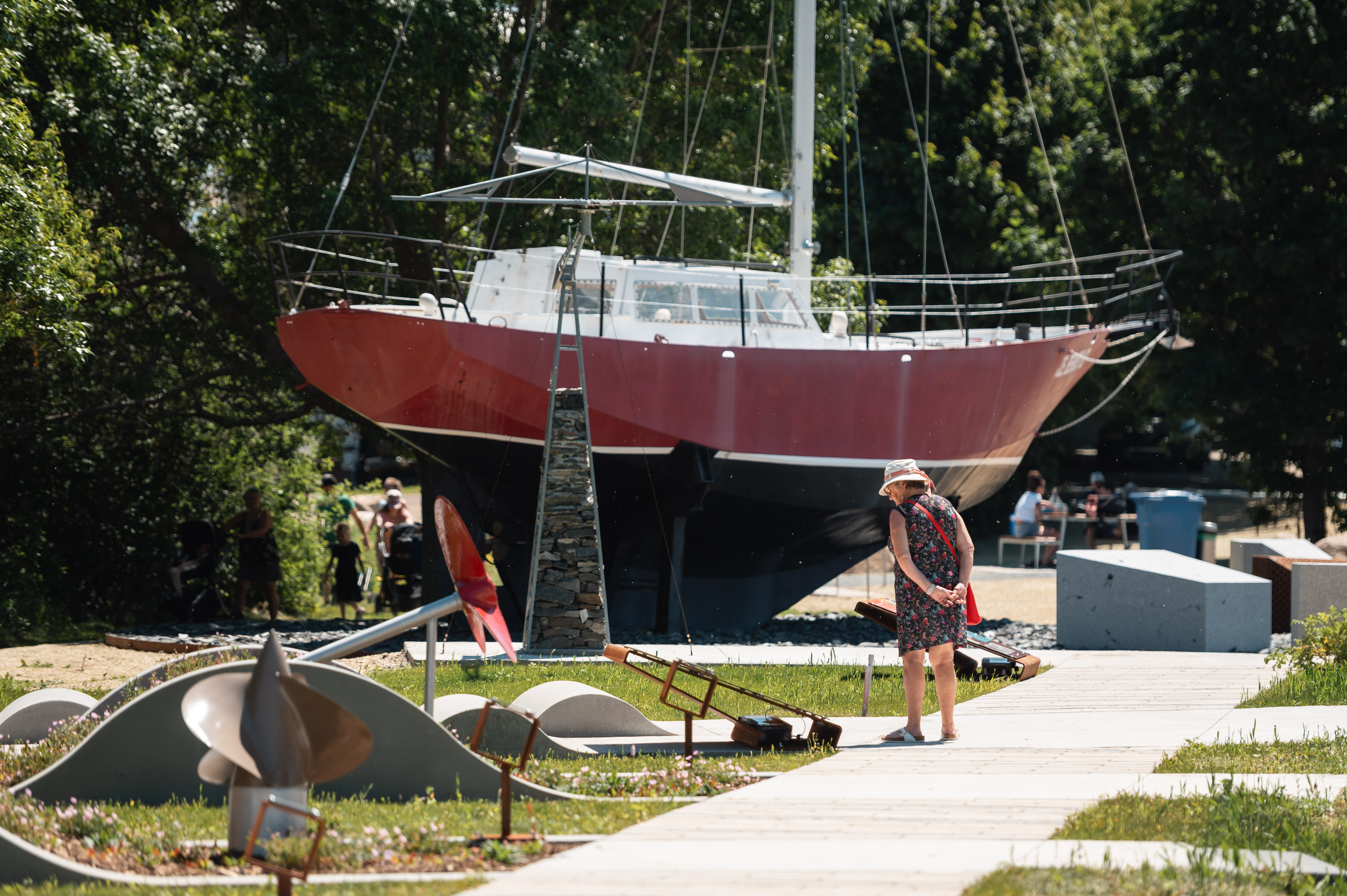
Voilier J.E.Bernier II dans le parc fluvial

Le voilier J. E. Bernier II ayant participé à une expédition marquante dans l’Arctique dans le but de réaliser le passage du Nord-Ouest. 
Ce voilier dispose d’une quille longue et d’un gréement composé de cinq voiles. Il mesure 11,8 mètres de long sur 3,32 mètres de large, avec un tirant d'eau de 1,52 mètre. Son poids total atteint 22 000 livres, soit environ 10 tonnes métriques. 
Conçu en acier, ce voilier a été construit en 1975 par Fercraft Marine à Côte-Sainte-Catherine, selon les plans de l’architecte naval Robert Dufour.   

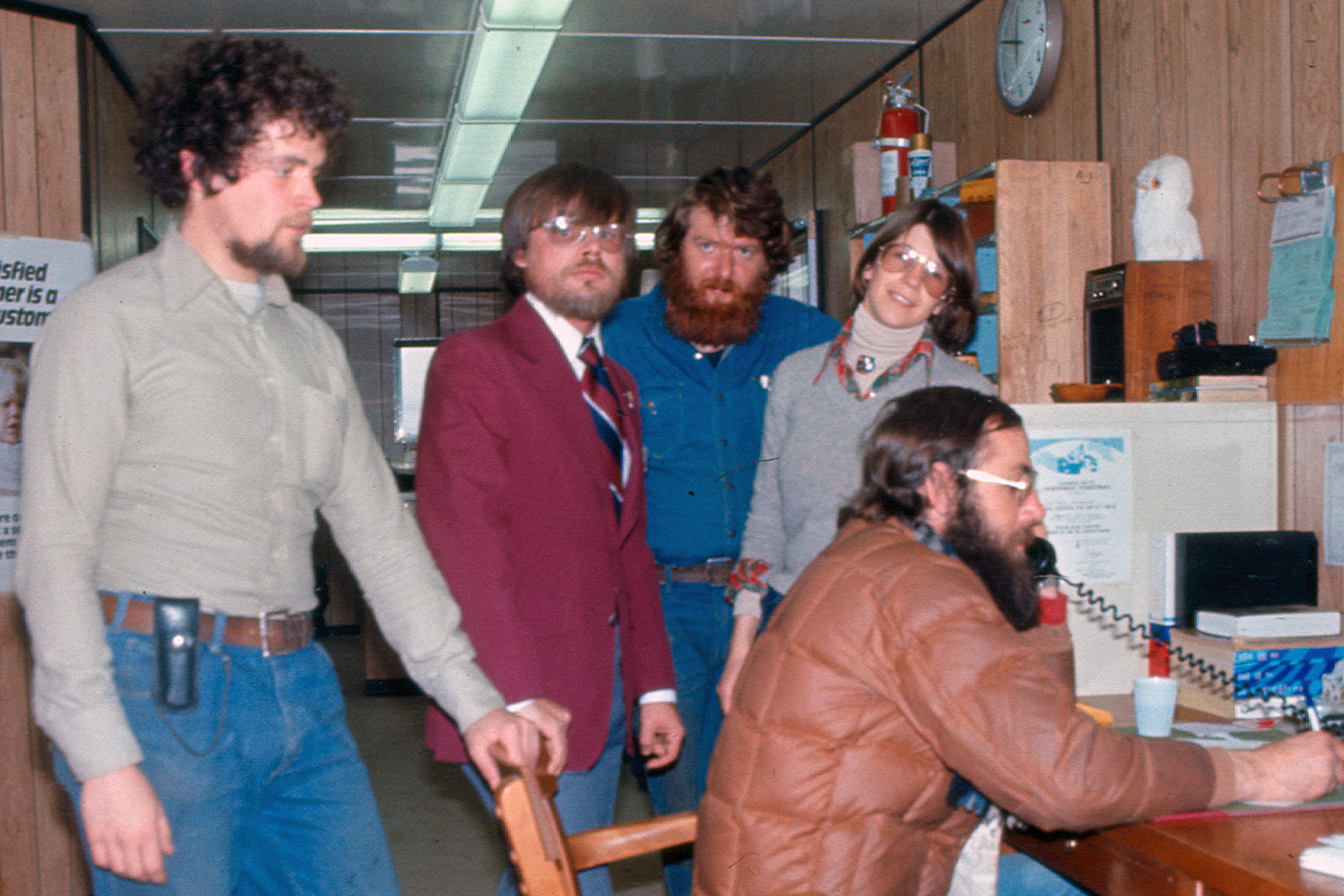
Crédit photo: Pierre Bédard (géologue). De gauche à droite: Pierre Bédard, le maître de poste de Tuktoyaktuk, Jacques Pettigrew, Marie-Ève Thibault et le capitaine Réal Bouvier (au téléphone).

Commandant de l’expédition, le journaliste et navigateur québécois Réal Bouvier lève l’ancre en juin 1976 à Lachine. Après avoir franchi le passage du Nord-Ouest, il traverse le détroit de Béring pour atteindre Vancouver en octobre 1978. L’année suivante, il se dirige vers le sud pour traverser le canal de Panama, puis arrive à Québec le 19 août 1979. Cette route maritime de plus de 3 800 milles nautiques est située dans l'Arctique et relie l'océan Atlantique à l'océan Pacifique.    
Cérémonie au bureau de poste de Tuktoyaktuk, 16 septembre 1977. Les quatre membres d'équipage à avoir franchi le passage du Nord-Ouest à bord du J. E. Bernier II. De gauche à droite: Pierre Bédard (géologue), le maître de poste de Tuktoyaktuk, Jacques Pettigrew, Marie-Ève Thibault et le capitaine Réal Bouvier (au téléphone).   
En 2007, le musée a présenté une exposition intitulée 74° Nord racontant l'histoire de ce voyage. Un documentaire du réalisateur Jacques Pettigrew intitulé Cap au Nord - L’aventure du J.E. Bernier II raconte aussi le voyage du voilier.   
Soulignons que Marie-Ève Thibault est la première femme au monde, en tant que membre d'équipage, à avoir accompli la traversée du passage du Nord-Ouest. C'était à bord du voilier J.E. Bernier II. 

### Le Passage du Nord-Ouest: Une autre histoire!

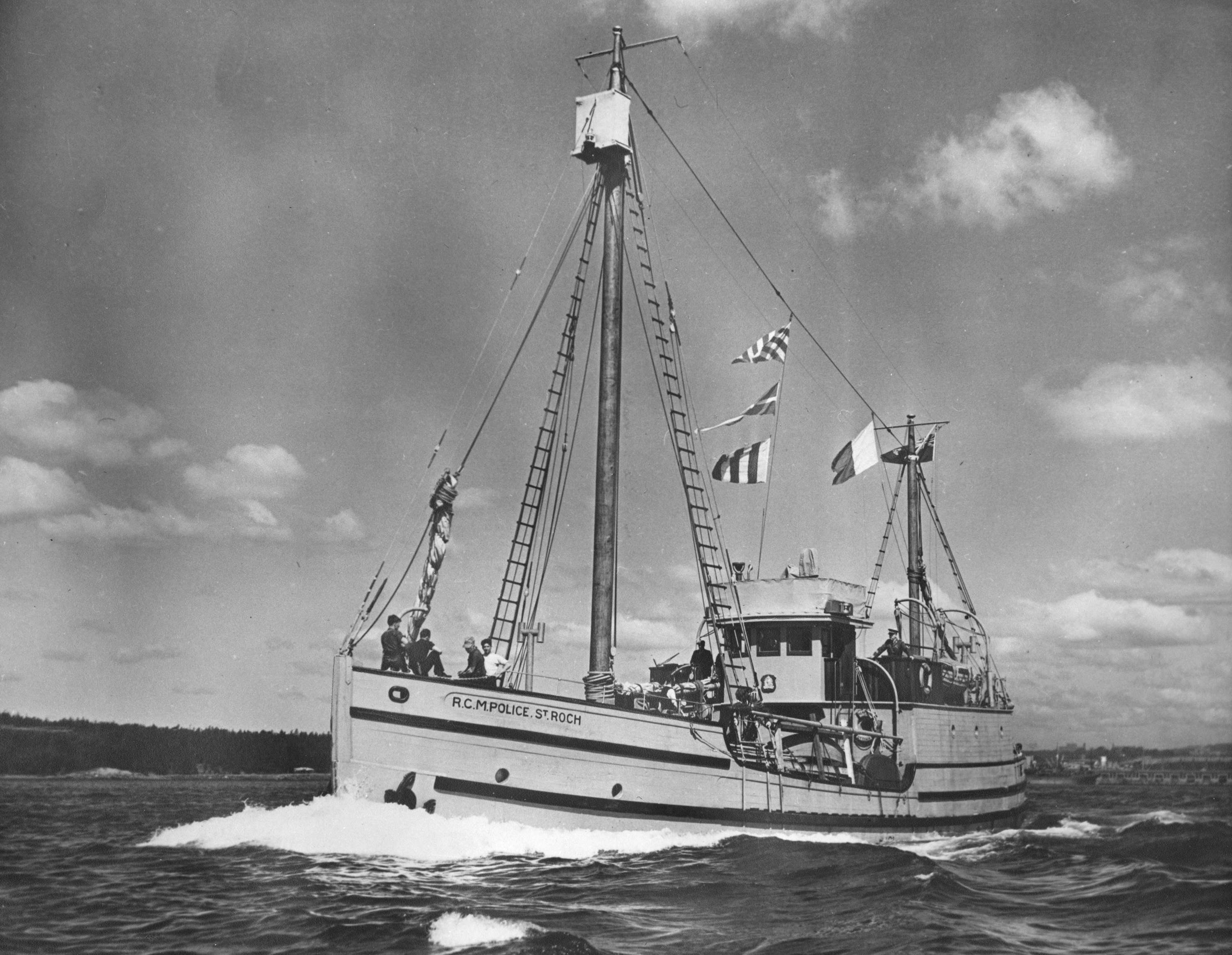
La goélette St. Roch de la Gendarmerie royale du Canada

En 1944, le St. Roch, un petit navire de la Gendarmerie royale du Canada, entreprend un voyage de Halifax à Vancouver, en empruntant le passage du Nord-Ouest. En route, le capitaine Henry Larsen fait escale à Pond Inlet, où se trouve un poste de police depuis 1922. Son objectif: embarquer une famille inuite dont l’expertise serait précieuse pour naviguer à travers les eaux glacées du Grand Nord canadien. Le St. Roch est une goélette en bois à voiles, dotée d’un moteur auxiliaire. Mis à l’eau en avril 1928 à North Vancouver, il a été conçu pour appuyer les opérations de la Gendarmerie royale du Canada dans l'Arctique.  
La mission du capitaine Henry Larsen consistait à affirmer la souveraineté canadienne dans l’Arctique et à évaluer la faisabilité du ravitaillement des postes isolés de l’Arctique oriental depuis l’ouest. Cette initiative visait à anticiper une possible intensification de l’activité des sous-marins allemands qui pouvait représenter une menace sérieuse.  
La famille inuite chargée d’assister l’équipage durant la traversée est composée de Joe Panipakuttuk, un chasseur né en 1914 à Igarjuaq, accompagné de sa femme, Letia, de leurs trois enfants de moins de 10 ans et de sa mère, Panikpak, venue en tant que couturière. Celle-ci désire emmener avec elle sa petite-fille Mary Panigusiq, qu’elle élève. Joe est également accompagné de son beau-fils de 15 ans, Aariak. Le voyage se déroule sans encombre. Joe guide habilement le navire à travers les glaces, et chasse avec Aariak pour fournir de la viande fraîche à l’équipage.  
Mais Joe n’est pas le seul dont les connaissances du territoire et de la mer sont mises à contribution. Un membre de l’équipage se souvient plus tard: «Une fois, dans le passage, nous n’étions pas sûrs de notre position. Même Larsen hésitait. Alors, la femme inuite Panikpak observa la côte et vérifia la carte. “Nous sommes ici”, dit-elle. Et c’est bien là que nous étions!»  

## Un aperçu de la collection
En plus de ces trois bateaux-musées, certains objets de la collection du Musée possèdent une valeur symbolique significative. Pensons à la cloche et aux ancres de l’Empress of Ireland, récupérées de l’épave du navire à partir de 1964. Ce navire a fait naufrage au large de Pointe-au-Père en 1914. Ces artéfacts ont été remis au Musée maritime du Québec (MMQ) avant leur classement patrimonial en 1999, soit avant l’entrée en vigueur de la Loi québécoise sur les biens culturels et le classement de l’épave. Cette désignation comprend le navire, sa cargaison et les effets personnels de l’équipage et des passagers. En 2009, le site de l’épave a également été désigné lieu historique national du Canada par la Commission des lieux et monuments historiques du Canada. 
Parmi les maquettes de navires du Musée, figure une représentation du Don de Dieu, l’un des trois navires affrétés par Samuel de Champlain en 1608.
Le Musée possède aussi la matrice utilisée pour graver la plaque commémorative de la prise de possession des territoires de l’Arctique canadien par le capitaine Bernier en 1909,. La collection des objets liés à la carrière du capitaine Joseph-Elzéar Bernier et à ses expéditions dans l’Arctique canadien est présentée dans une exposition.
On peut enfin consulter la documentation et la numérisation d’une partie de la collection du Musée, soit 400 éléments patrimoniaux du MMQ disponibles sur le site du Répertoire du patrimoine culturel du Québec. Cette initiative vise à protéger et à rendre accessibles ces objets précieux via le Répertoire du patrimoine culturel du Québec (RPCQ).

## Au fil du temps

### • Le parc fluvial
Ces acquisitions confèrent au musée le statut de pionnier dans la préservation des navires historiques.
1979: Acquisition du voilier JE Bernier II. Le Canada Steamship Lines, principal commanditaire de son voyage à travers le passage du Nord-Ouest en 1977, en fait don au musée maritime. Ce voilier a déjà été utilisé comme bateau école.
1980: Acquisition du brise-glace NGCC Ernest Lapointe, navire de la Garde côtière canadienne utilisé dans le Saint-Laurent, réalisée par l’entremise de la Corporation des biens de la Couronne et des Musées nationaux du Canada. 
1983: Acquisition du NCSM Bras d’Or 400, premier hydroptère militaire conçu par la Marine royale canadienne. 
1993 : Acquisition de la goélette en bois Jean Yvan qui fera l'objet de travaux de restauration. Le Musée maritime de Charlevoix en fera l'acquisition en 1993.
1990-1992 : Travaux majeurs de restauration sur le brise-glace Ernest Lapointe. Malheureusement, la cloche du brise-glace est volée à l’été 1990. 
1994: Création du parc d’interprétation de la mer. Ouverture au public de l’hydroptère Bras d’Or.
2011-2012: L’extérieur du brise-glace Ernest Lapointe est repeint.
2020: Restauration de la salle des chaudières du brise-glace Ernest Lapointe.
2022: Inauguration du parc fluvial – nouvelle génération. Investissement de 2 millions.
2023: Lauréat – Prix Excellence de la Société des musées du Québec, catégorie 2 pour le nouveau parc fluvial.
2024 – Prix du patrimoine 2024 pour la Préservation et la mise en valeur du paysage / MRC de L’Islet.

### • Le complexe muséal
1969-1970: Dépôt au musée de la Collection nationale maritime du ministère des Affaires culturelles du Québec.
1973: Relocalisation du monument Bernier sur le site du musée.
1974: Le Musée maritime de la Côte-du-Sud est renommé «Musée maritime Bernier» en hommage au Capitaine Bernier.
1975: Le Musée est accrédité en tant que musée privé par le ministère des Affaires culturelles du Québec.
1976: Acquisition de la maquette géante du navire Arctic. Le capitaine Joseph-Elzéar Bernier a commandé ce navire lors de ses expéditions dans l’Arctique entre 1904 et 1926. La maquette a été réalisée par M. Lucien Leclerc, batelier miniaturiste de Saint-Jean-Port-Joli.
1979: Le Musée du Québec, aujourd’hui Musée national des beaux-arts du Québec, remet au Musée sa collection en patrimoine maritime.
1985: Création de la Fondation du Musée maritime Bernier.
1996-1997: L’ajout de la chalouperie confère au musée un statut comparable à celui des grands musées maritimes du monde.
1998: Second changement de nom. Le Musée maritime Bernier devient le Musée maritime du Québec
2008: Année du 40e anniversaire du Musée. Participation au 400e anniversaire de Québec en présentant l’exposition Bleu de mer, blanc d’ivoire au bassin Brown.
2009: Centenaire de la prise de possession des terres de l'archipel arctique au nom du Canada par le capitaine J. E. Bernier et son équipage, à bord du navire l'Artic. Le musée souligne cet évènement par une œuvre d’art. Réalisé par l’artiste Stéphane Cauchy en collaboration avec Est-Nord-Est résidence d’artistes, le cairn commémoratif représente un hommage important à cette expédition historique. Installée dans le parc fluvial, cette œuvre est acquise définitivement par le Musée en 2021.
2009-2010: Début des travaux de rénovation du pavillon Joseph-Elzéar Bernier et de l’ancienne Banque nationale. Celle-ci sera transformée en réserve muséale. Le pavillon d’accueil est également construit. Mises aux normes des réserves muséales.
2010: Inauguration du Musée rénové dans le cadre d’un important projet d’immobilisation de 4,4 millions.
2013: Inauguration de la nouvelle exposition permanente Racines de mer.
2014: Dévoilement des résultats d’analyse chimique sur le contenu de bouteilles trouvées dans l’épave de l’Empress of Ireland. Ces bouteilles font partie de la collection du Musée.

### • Travaux et mises aux normes des immobilisations[55]
2009-2010: Début des travaux de rénovation du pavillon Joseph-Elzéar Bernier et de l’ancienne Banque nationale. Celle-ci sera transformée en réserve muséale. Le pavillon d’accueil est également construit. Mises aux normes des réserves muséales.
1981-1982: Réaménagement complet du musée pour répondre aux normes muséologiques.
2015: Participation du Musée au projet: Acquisition de connaissances sur les épaves du Saint-Laurent, en partenariat avec le Centre interdisciplinaire de développement en cartographie des océans, le Cimetière du Saint-Laurent et l’Observatoire global du Saint-Laurent.
2016: Désignation du capitaine Joseph-Elzéar Bernier comme personnage historique d'intérêt patrimonial dans l'histoire maritime, en vertu de la Loi sur le patrimoine culturel du Québec.
2016: Le Musée rejoint le réseau muséal du projet Franklin, composé de dix musées canadiens.
2017: Partenariat du Musée avec l’Institut de recherche en histoire maritime et archéologie subaquatique (IRHMAS).
2018: 50e anniversaire du Musée. Inauguration de l’exposition permanente Le temps des chaloupes.
2021: Dépôt par le Musée d’un inventaire de 400 objets numérisés et documentés au Répertoire du patrimoine culturel du Québec.
2021: Création d'une sonothèque comprenant 120 sons issus du patrimoine maritime.
2022: Inauguration du parc fluvial – nouvelle génération. Investissement de 2 millions.
2025: Inauguration de l'exposition permanente HIVERNAGE UKIITILLUGU ᐅᑭᑎᓪᓗᒍ.

## Prix et distinctions[62]
| Année | |           |
| ----- | --- | --------- |
| 2024  | Prix du Patrimoine, catégorie Conservation et préservation pour le nouveau parc fluvial et son exposition à ciel ouvert.                                                                                             | Lauréat   |
| 2023  | Prix Excellence de la Société des musées du Québec, catégorie 2 pour le nouveau parc fluvial. | Lauréat   |
| 2018  | Grands Prix du tourisme Desjardins de la Chaudière-Appalaches, catégorie «Attrait touristique» | Finaliste |
| 2011  | Grands Prix du tourisme de Chaudière-Appalaches, catégorie «Attrait touristique de l’année – moins de 100 000 visiteurs».                                                                                            | Lauréat   |
| 2007  | Le Musée obtient le prix multimédia et audiovisuel Télé-Québec, avec le Musée naval de Québec, pour l’exposition virtuelle Pirates ou corsaires? À l’abordage sur le Saint-Laurent.                                  |           |
| 2007  | Grands Prix du tourisme Desjardins de la Chaudière-Appalaches, catégorie «Attraction touristique de l’année». | Lauréat   |
| 2001  | Prix argent des Grands Prix du tourisme québécois. | Lauréat   |
| 2001  | Lauréat national argent des Grands Prix du tourisme pour l’exposition L’Empress of Ireland: Le Titanic du Saint-Laurent.                                                                                             | Lauréat   |
| 1999  | Méritas de l’entreprise s’étant le mieux illustrée hors région (50 employés et moins), décerné par la MRC de l’Islet. Les produits, les expositions et les tournages à caractère international lui ont valu ce prix. |           |
| 1998  | Grands Prix du tourisme de Chaudière-Appalaches, catégorie «Promotion». | Lauréat   |
| 1996  | Grands Prix du tourisme de Chaudière-Appalaches, catégorie «Accueil et service à la clientèle». | Lauréat   |
| 1995  | Deuxième rang au classement national des institutions muséales du Québec pour l’excellence et la qualité de sa gestion.                                                                                              |           |
| 1993  | Grands Prix du tourisme de Chaudière-Appalaches, catégorie «Promotion». | Lauréat   |
| 1983  | Le Musée est reconnu pour son dynamisme par le ministère des Affaires culturelles comme l’un des sept plus importants musées privés du Québec.                                                                       |           |
| 1981  | Certificat du Mérite décerné par l’Association des musées canadiens pour le sauvetage du brise-glace Ernest Lapointe et pour la réalisation de l’exposition itinérante Le Saint-Laurent 1900-1960.                   |           |

## Les expositions à travers le temps
| EXPOSITIONS                                                                                    | DE         | À         |
| ---------------------------------------------------------------------------------------------- | ---------- | --------- |
| HIVERNAGE UKIITILLUGU ᐅᑭᑎᓪᓗᒍ (permanente)                                                      | 2025       |           |
| ART-QUAI-EAU: Quand l’archéologie subaquatique devient art                                     | 2025       |           |
| SUPERSTITIA: Les croyances maritimes dévoilées                                                 | 2025       |           |
| Traverser le Saint-Laurent (expoclip)                                                          | 2024       | 2024      |
| Parc fluvial (extérieur) / (permanente)                                                        | 2022       |           |
| Les disparus (es) du Saint-Laurent                                                             | 2023       | 2024      |
| Plongez sur le Scotsman (RV)                                                                   | 2023       | 2024      |
| Brise-glace: Immersion dans l’univers sonore du Ernest-Lapointe                                | 2021       | 2023      |
| Le temps des chaloupes (permanente)                                                            | 2019       |           |
| Ces bateaux qui n’allaient nulle part                                                          | 2017       | 2018      |
| L’Atlantique en radeau, 88 jours à la dérive                                                   | 2016       | 2017      |
| Sur les traces de Franklin                                                                     | 2016       | 2017      |
| Tout feu, tout phare                                                                           | 2015       | 2016      |
| Présences, Musée naval de Québec                                                               | 2013       | 2013      |
| Racines de mer (permanente)                                                                    | 2013       |           |
| Réserve des maquettes (permanente)                                                             | 2012       |           |
| Évolution, Musée naval de Québec                                                               | 2014       | 2015      |
| Burthynsky                                                                                     | 2013       |           |
| Expédition Arctique                                                                            | 2012       |           |
| Fantastiques monstres marins, Musée du Fjord                                                   | Avril 2011 |           |
| Le canoë, un symbole de la culture canadienne, Musée canadien du canot, Peterborough (Ontario) | 2010       | Mars 2011 |
| 74° Nord. Le passage du Nord-Ouest à bord du J.E. Bernier II                                   | 2007       | 2008      |
| Piloter sur le Saint-Laurent                                                                   | 2006       | 2009      |
| Capitaine Joseph-Elzéar Bernier (1852-1934) / (permanente)                                     | 2005       | 2024      |
| Impacts 1942-1944, la Bataille du Saint-Laurent, Musée naval de Québec                         | 2005       | 2006      |
| Le Saint-Laurent, source d’inspiration                                                         | 2004       |           |
| Le Vagabond, Jacques Trépanier, un marin à l’esprit vagabond                                   | 2003       | 2004      |
| Gens du pays, gens du fleuve (permanente)                                                      | 2003       | 2012      |

| EXPOSITIONS                                                                                                  | DE   | À    |
| --- | ---- | ---- |
| Frédéric Back, Le fleuve aux grandes eaux                                                                    | 2002 |      |
| Eurêka! La science et la mer                                                                                 | 2002 | 2005 |
| Ilititaa… Bernier, ses hommes et les Inuit                                                                   | 2001 | 2003 |
| Quand la mer se terre, Musée minéralogique et minier de Thetford Mines                                       | 2001 |      |
| 2000 objets de marine (permanente)                                                                           | 2000 | 2002 |
| Des trésors en ivoire, la collection de bateaux miniatures de la collection Lecouvie-Déry                    | 1999 | 2001 |
| Bien sûr je voyage par mer… avec la Cunard Lines                                                             | 1999 | 2000 |
| Marines du peintre John Vandenengel                                                                          | 1998 |      |
| Titanic et Empress of Ireland                                                                                | 1998 | 2000 |
| Dans le sillage des objets de marine (permanente)                                                            | 1997 | 1998 |
| La traversée des immigrants irlandais en 1847                                                                | 1997 | 1998 |
| Capitaine Joseph-Elzéar Bernier                                                                              | 1996 | 1997 |
| Daniel Bouliane, modeleur et maquettiste                                                                     | 1996 | 1997 |
| Dans le sillage des objets de marine                                                                         | 1996 | 1999 |
| Jouets marins: une odyssée dans le monde de l’enfance                                                        | 1995 | 1996 |
| Avis de recherche: une vallée du Saint-Laurent bien en vie par le Musée Redpath de l’Université McGill       | 1994 |      |
| Empress of Ireland: Le Titanic du Saint-Laurent                                                              | 1994 | 1997 |
| Les voiles de mon fleuve: Eugène Leclerc batelier-miniaturiste                                               | 1994 | 1995 |
| Les sept merveilles du monde                                                                                 | 1993 | 1995 |
| Cabinet de curiosités maritimes, pièces de collection                                                        | 1993 |      |
| La navigation à voile et à vapeur du 19e siècle au 20e siècle                                                | 1993 |      |
| Transport par mer (permanente)                                                                               | 1992 | 1995 |
| Le monde des navires en miniatures                                                                           | 1992 |      |
| Dialogue de grèves, exposition d’œuvres à caractère maritime du maître sculpteur Médard Bourgeault           | 1992 | 1993 |
| Entre terre et eau, exposition itinérante du Musée du Séminaire de Sherbrooke qui traite des milieux humides | 1991 | 1993 |
| Capitaine ou tout ce que vous avez toujours voulu savoir sur les capitaines sans jamais oser le demander     | 1991 | 1992 |

## Il y a eu aussi... de 1990 à 1993
| La navigation à voile et à vapeur                                                          |
| Desgagnés, plus d’un siècle sur le fleuve                                                  |
| Joseph-Elzéar Bernier, navigateur de carrière et explorateur de l’Arctique                 |
| Bienvenue à bord, les premiers vapeurs sur le Saint-Laurent, par le Musée David M. Stewart |

## De 1983 à 1989
| Le don source de vie pour le Musée                                                                                         |
| Quand un fleuve s’appelle Saint-Laurent                                                                                    |
| Fernand Gagnon, goélettes et marines, exposition de tableaux                                                               |
| La Suède économise l’énergie, par le programme international des Musée nationaux du Canada                                 |
| Capitaine Joseph-Elzéar Bernier                                                                                            |
| Au temps des grands huniers                                                                                                |
| Des deux bords du fleuve, tableaux de l’artiste-peintre Thérèse Du Sablon de Montmagny                                     |
| Légendes du fleuve Saint-Laurent, tableaux de Jean-Claude Dupont de Québec                                                 |
| La navigation à voile au 19e siècle                                                                                        |
| La bataille du Saint-Laurent                                                                                               |
| Le naufrage de l’Empress of Ireland                                                                                        |
| Les Expéditions du capitaine Bernier                                                                                       |
| L’univers magique de la maquette                                                                                           |
| Les activités maritimes sur le Saint-Laurent                                                                               |
| Le beau rêve d’une Amérique française, les grands hommes qui ont joué un rôle au niveau maritime à l’époque de 1608 à 1760 |
| Qu’est-ce qu’un Musée ? |
| La guerre sur mer |

## Et... de 1968 à 1982
| Pièces de la collection                                                                                        |
| Le capitaine Joseph-Elzéar Bernier                                                                             |
| Aménagement d’une salle des phares                                                                             |
| Les uniformes de marine                                                                                        |
| La navigation au XIX siècle                                                                                    |
| La guerre |
| Les bateaux-jouets, par le Musée du Québec et le Musée McCord                                                  |
| Maquettes et peintures marines, par Jack Jequel et Serge Robert de Québec                                      |
| Photographies de l’île d’Anticosti, par le ministère des Affaires culturelles                                  |
| Jean Dallaire, peinture contemporaine du Québec, par le Musée d’art contemporain                               |
| C.S.L. d’hier à aujourd’hui, exposition de maquettes géantes                                                   |
| La restauration du navire WASA, par le programme international des Musée nationaux du Canada                   |
| Cartes et plans du régime français, par la Direction générale du patrimoine, MAC.                              |
| Le Saint-Laurent, des bateaux et des hommes, exposition conçue pour circuler à bord du voilier J.E. Bernier II |
| Photographies sur les girouettes à motifs marins de la région de L’Islet                                       |

## Affiliation
Le musée a déjà été membre de l'International Congress of Maritime Museums (en) (ICMM),, une association qui organise des conférences sur le monde maritime et favorise le réseautage entre professionnels de musées maritimes. Aujourd'hui, le Musée est membre de la Société des musées du Québec (SMQ) et de l'Association des musées canadiens (AMC).